# Zweizeiliges Blaugras
Das Zweizeilige Blaugras (Oreochloa disticha), auch Zweizeiliges Kopfgras genannt, ist eine Pflanzenart aus der Gattung Oreochloa innerhalb der Familie der Süßgräser (Poaceae).

## Beschreibung

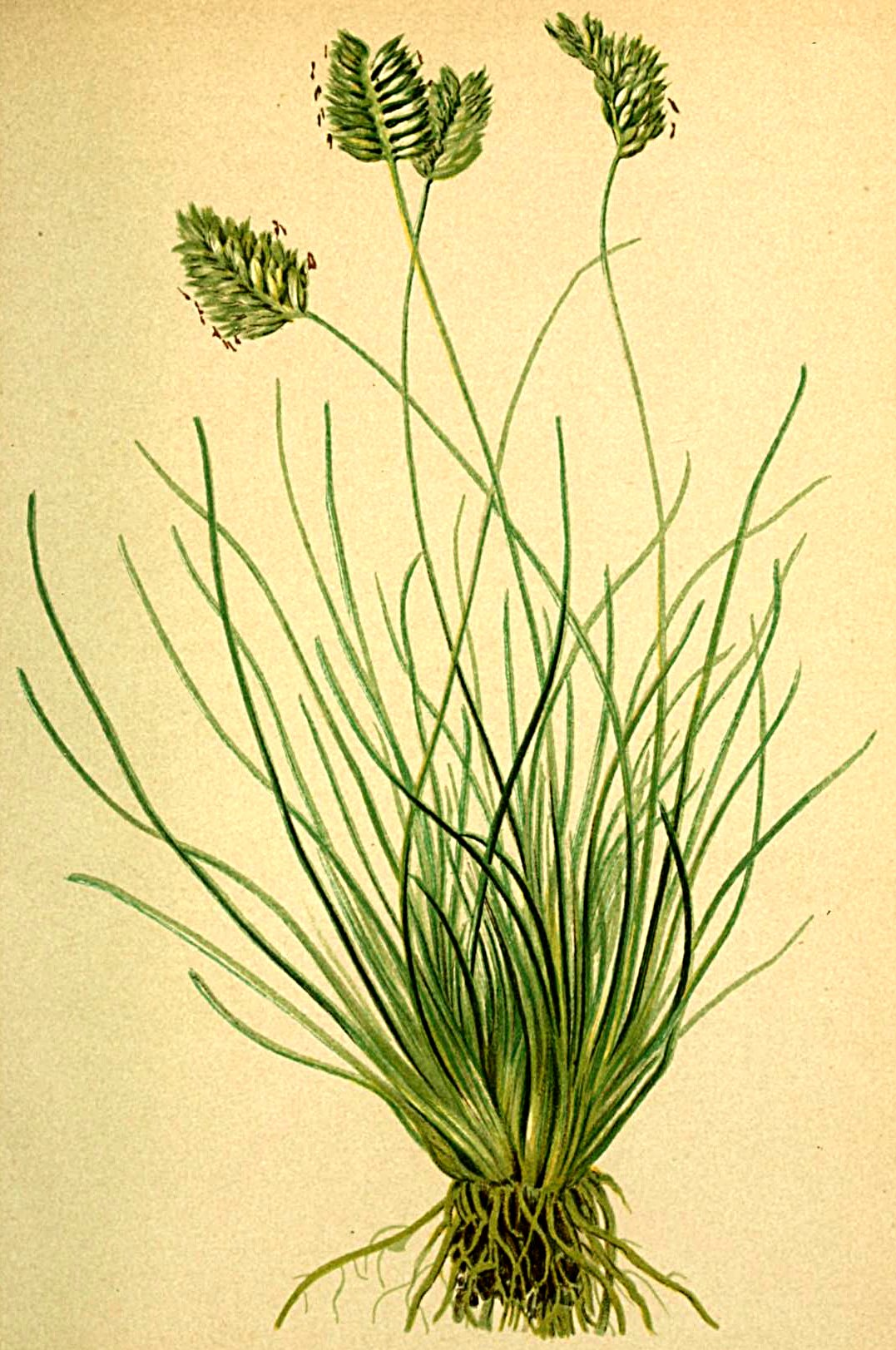
Illustration aus Atlas der Alpenflora

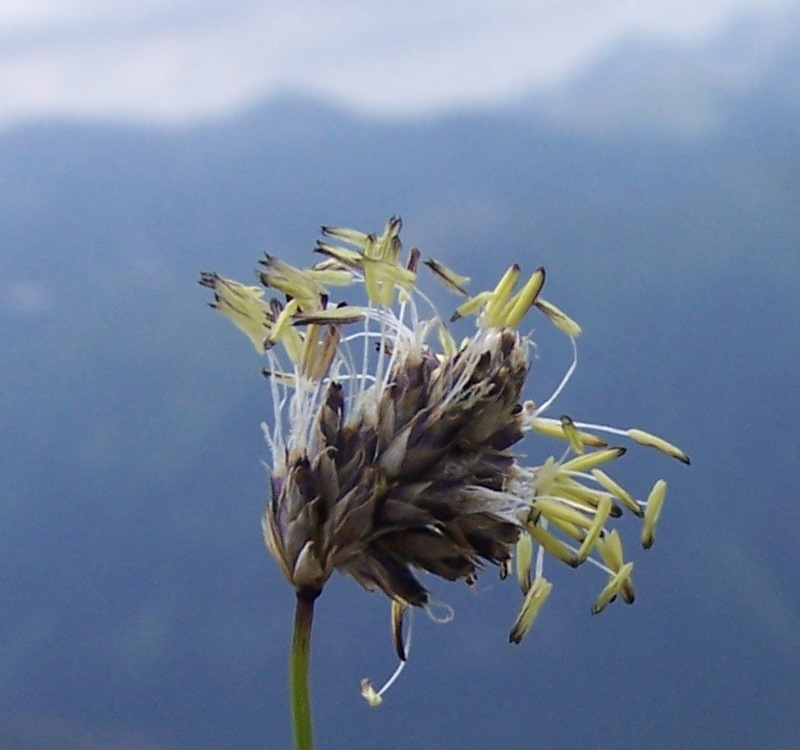
Blütenstand

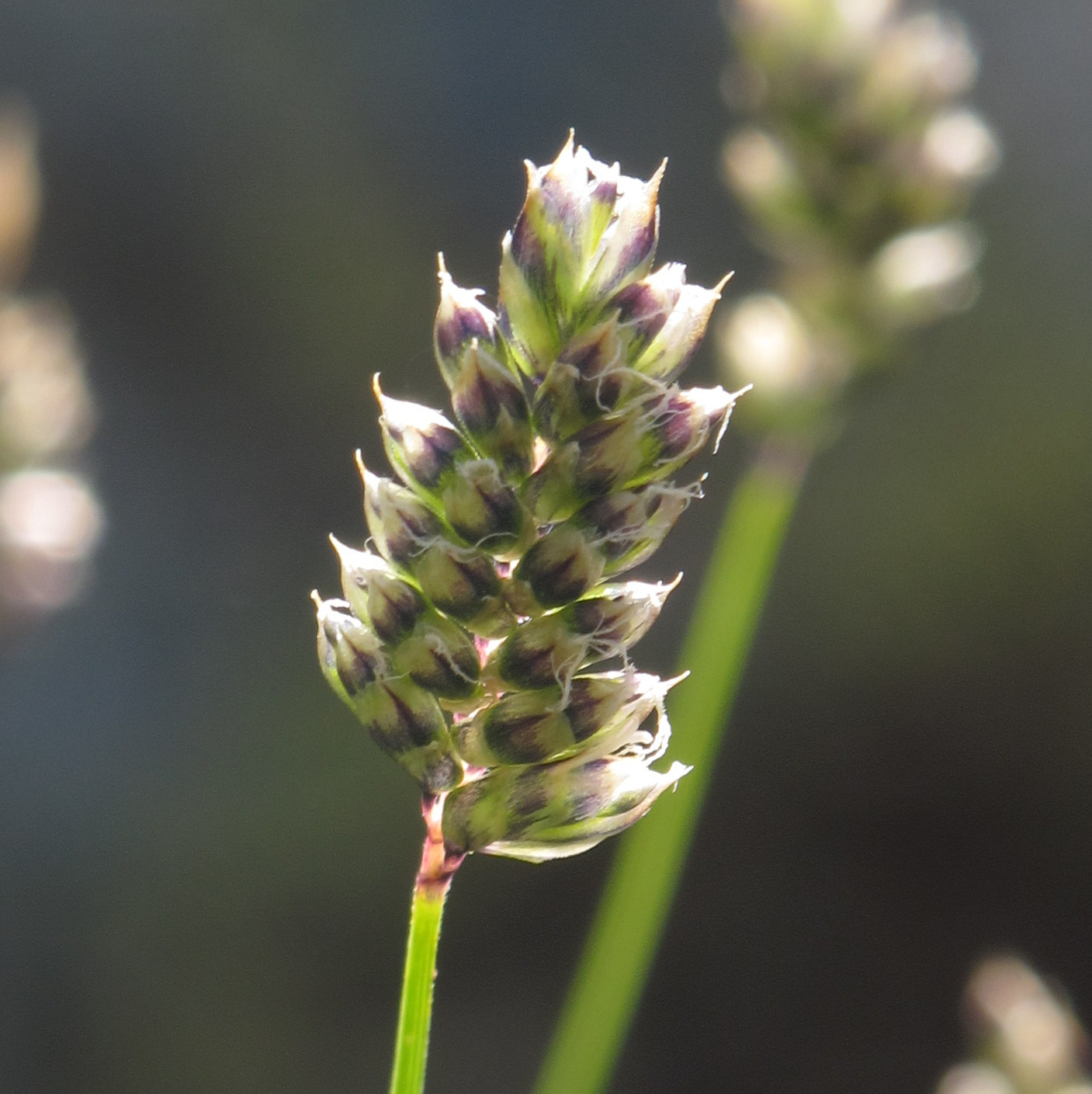
Blütenstand

### Vegetative Merkmale
Das Zweizeilige Blaugras ist eine vermutlich sommergrüne, ausdauernde krautige Pflanze und erreicht Wuchshöhen von 10 bis 20 (bis 30) Zentimetern. Es bildet kleine aber dichte Horste mit zahlreichen Erneuerungssprossen, die innerhalb der untersten Blattscheiden emporwachsen. Die Halme sind aufrecht, dünn und steif, unter dem Blütenstand rau oder kurz behaart und nur am Grund beblättert. Die Blattscheiden sind anfangs bis oben hin geschlossen, aber bald aufreißend. Die Laubblätter der Erneuerungssprosse sind 5 bis 15 Zentimeter lang und 0,3 bis 0,6 Millimeter breit, borstlich gefaltet und haarfein.

### Generative Merkmale
Die Blütezeit reicht von Juli bis August. In einem kurzen, ährenförmigen, traubigen Blütenstand sind die Ährchen streng zweizeilig und einzeln an der Achse angeordnet. Die Blütenstandsachse ist 0,7 bis 1,5 Zentimeter lang und von der Seite sichtbar. Die unteren Rispenäste haben kein Tragblatt. Die Ährchen enthalten drei bis fünf Blüten und sind 4 bis 5,5 Millimeter lang. Die beiden Hüllspelzen sind fast gleich und 3,5 bis 4 Millimeter lang. Die Deckspelze ist fünfnervig und 4 bis 5 Millimeter lang. Sie ist am Ende spitz oder in eine bis 0,5 Millimeter lange Granne auslaufend. Die Blütchen fallen zur Reifezeit einzeln aus den stehenbleibenden Hüllspelzen aus. Der Rücken der Deckspelzen ist grün oder strohfarben und von einem breiten blauvioletten Saum umgeben. Die Vorspelze ist etwa so lang wie die Deckspelze. Die Staubbeutel sind 1,5 bis 2 Millimeter lang.
Die Chromosomenzahl beträgt 2n = 14.

## Ökologie
Beim Zweizeiligen Blaugras handelt es sich um einen Hemikryptophyten.

## Vorkommen

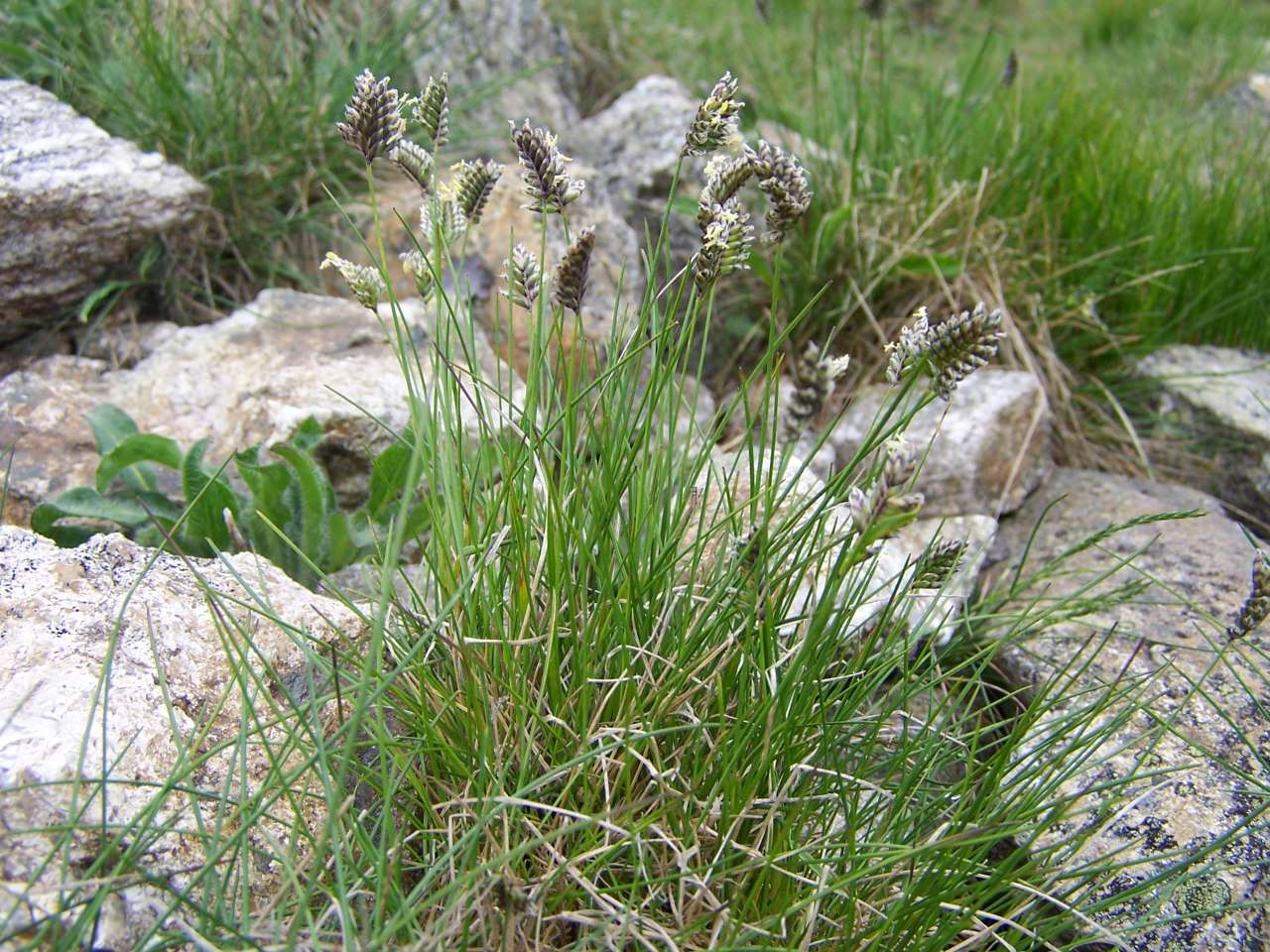
Habitus im Habitat in der Tatra

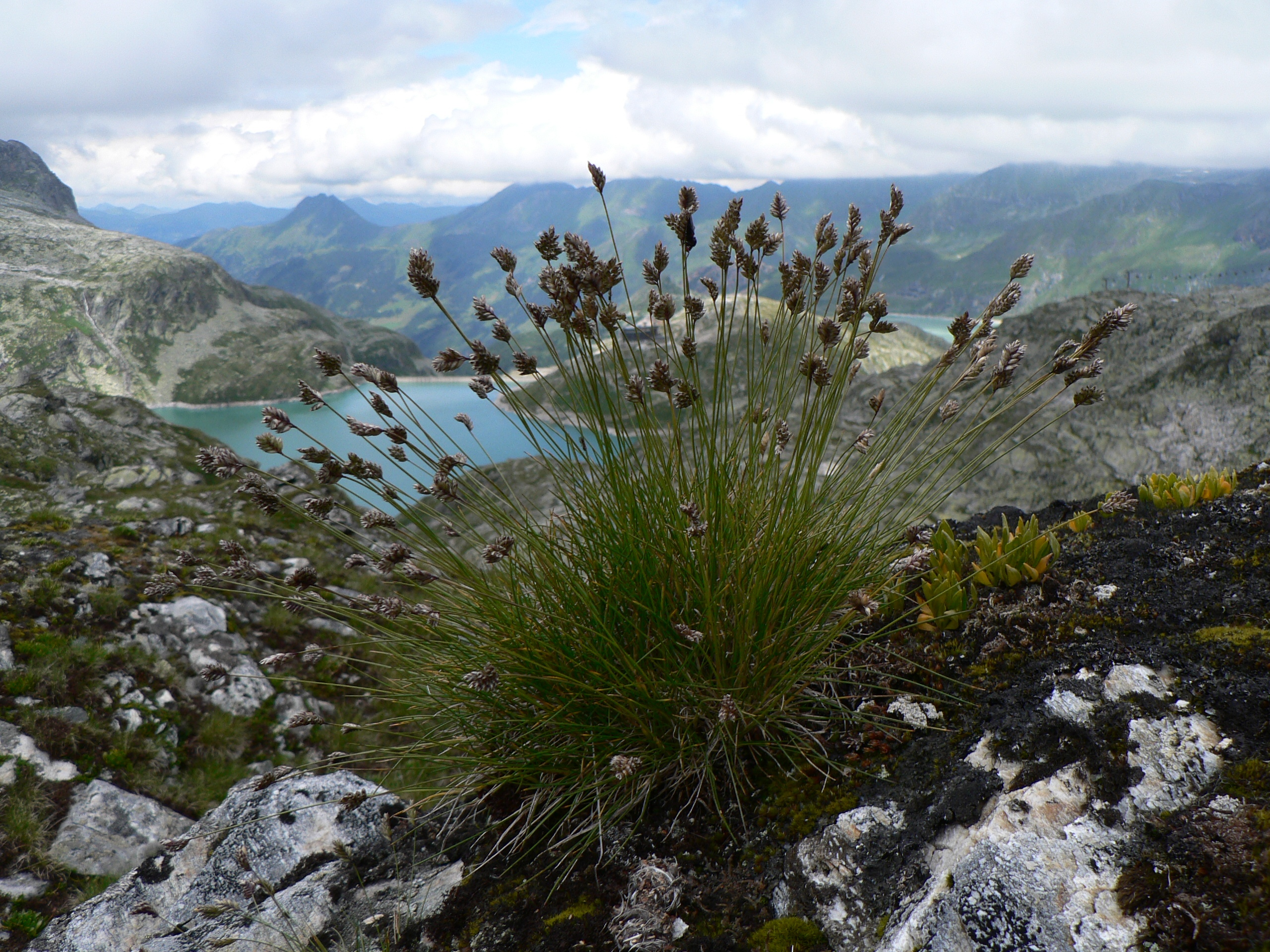
Habitus im Habitat in den Hohen Tauern

Das Zweizeilige Blaugras ist in den Silikatgebieten der Gebirge Mittel- und Südeuropas bis zur Ukraine verbreitet. Es hat Vorkommen in Spanien, Frankreich, Italien, Schweiz, Deutschland, Österreich, Polen, Tschechien, Slowakei, im früheren Jugoslawien, Rumänien und in der Ukraine. In Deutschland kommt es nur im südwestlichen Bayern im Allgäu im Himmelsjoch, Kreuzeck und Laufbacher Eck vor. In Österreich ist dieses Gras in den Bundesländern Vorarlberg, Tirol, Salzburg, Kärnten und Steiermark von der alpinen bis subnivalen Höhenstufe verbreitet. In den Allgäuer Alpen kommt es oberhalb 2000 Metern Meereshöhe vor und erreicht 2370 Meter Meereshöhe. Im Kanton Wallis werden sogar 2700 Meter erreicht. In Mitteleuropa kommt sie zwischen 1900 und 3300 Metern Meereshöhe vor.
Als Standort werden windexponierte, lückige Rassen mit kurzer Schneebedeckung auf sauren, trockenen, offenen Rohböden bevorzugt. Der Vorkommensschwerpunkt des Zweizeilige Blaugrases liegt in Krummseggenrasen (Caricetum curvulae), als deren Assoziationscharakterart es gilt. Es wächst auch in Zwergstrauchheiden.
Die ökologischen Zeigerwerte nach Landolt et al. 2010 sind in der Schweiz: Feuchtezahl F = 2+ (frisch), Lichtzahl L = 5 (sehr hell), Reaktionszahl R = 1 (stark sauer), Temperaturzahl T = 1 (alpin und nival), Nährstoffzahl N = 1 (sehr nährstoffarm), Kontinentalitätszahl K = 4 (subkontinental).

## Taxonomie und Systematik
Die Erstveröffentlichung erfolgte 1781 unter dem Namen (Basionym) Poa disticha durch Franz Xaver von Wulfen in Nikolaus Joseph von Jacquins Miscellanea austriaca ad Botanicam, Chemiam et Historiam naturalem spectantia Band 2, S. 74, tab. 19. Die Neukombination zu Oreochloa disticha (Wulf.) Link wurde 1827 durch Heinrich Friedrich Link in Hortus Regius Botanicus Berolinensis descriptus Band 1, S. 44 veröffentlicht. Weitere Synonyme sind Sesleria disticha (Wulf.) Pers. Der Gattungsname Oreochloa leitet sich von den griechischen Wörtern ὄρος (óros) für Berg und χλόη (chlóe) für junges Grün, Gras ab. Das Artepitheton disticha leitet sich aus dem Griechischen ab und bedeutet zweizeilig.
Man kann 2 Unterarten unterscheiden:
- Oreochloa disticha subsp. disticha: Sie kommt in Frankreich, Italien, der Schweiz, Österreich, Deutschland, Tschechien, der Slowakei, Polen, Rumänien, in der Ukraine und im früheren Jugoslawien vor.[4]
- Oreochloa disticha subsp. blanka (Deyl) P. Küpfer: Sie kommt in Spanien und in Frankreich vor.[4]

## Belege
- Eckehart J. Jäger, Klaus Werner (Hrsg.): Exkursionsflora von Deutschland. Begründet von Werner Rothmaler. 10., bearbeitete Auflage. Band 4: Gefäßpflanzen: Kritischer Band. Elsevier, Spektrum Akademischer Verlag, München/Heidelberg 2005, ISBN 3-8274-1496-2.
- Oreochloa disticha (Wulfen) Link, Zweizeiliges Kopfgras. auf FloraWeb.de, zuletzt abgerufen am 27. September 2015
- Oskar Angerer, Thomas Muer: Alpenpflanzen (= Ulmer Naturführer). Eugen Ulmer, Stuttgart (Hohenheim) 2004, ISBN 3-8001-3374-1.
- Manfred A. Fischer, Wolfgang Adler, Karl Oswald: Exkursionsflora für Österreich, Liechtenstein und Südtirol. 2., verbesserte und erweiterte Auflage. Land Oberösterreich, Biologiezentrum der Oberösterreichischen Landesmuseen, Linz 2005, ISBN 3-85474-140-5.
- Hans Joachim Conert: Oreochloa. In: Gustav Hegi: Illustrierte Flora von Mitteleuropa. 3. Aufl., Band I, Teil 3, Seite 471–473. Verlag Paul Parey, Berlin, Hamburg, 1987. ISBN 3-489-52320-2 (Beschreibung)